# ابراهیم امام
ابواسحاق ابراهیم بن محمد بن علی بن عبدالله بن عباس شناخته‌شده به ابراهیمِ امام (مرگ در ۱۳۱ هجری قمری) رهبر جنبش عباسیان علیه خلافت امویان بود. ابراهیم امام برادر سفاح و منصور دوانیقی دو خلیفه نخست عباسی بود. 

## زندگی
پدر ابراهیمِ امام، محمد بن علی، در عمان علیه امویان فعالیت‌می‌نمود. ابراهیم از بطن کنیزی بربر به نام سلمی زاده‌شد و پس از پدر و به خواست او رهبری ستیز با امویان را در دست گرفت. ابراهیم به سازمان‌دهی جنبشی بزرگ پرداخت و بیش از همه تمرکزش را بر خراسان گذارد. او پیرامون ۷۴۶ میلادی ابومسلم خراسانی را به نمایندگی خود برای سازماندهی خیزش به خراسان فرستاد. در حدود یک سال پس از آن او دستور داد تا هوادارانش آشکارا پرچم قیام برافرازند. 
او سرانجام به دست مروان حمار خلیفهٔ اموی دستگیرشد و در حران به زندان افکنده‌شد و همانجا مرد یا کشته شد. ابراهیم امام هنگام مرگ ۵۱ سال داشت. او در هنگام دستگیری برادرش سفاح را به جانشینی خویش برگزید.

## منبع
- اعلام طهور[پیوند مرده]